# Wybory do Parlamentu Europejskiego w Irlandii w 2009 roku
Wybory do Parlamentu Europejskiego w Irlandii odbyły się 5 czerwca 2009. Irlandczycy wybierali 12 europarlamentarzystów, co odzwierciedla przepisy Traktatu Nicejskiego. Również postanowienia Traktatu Lizbońskiego dają Irlandii 12 mandatów. W Irlandii obowiązuje ordynacja oparta na zasadzie pojedynczego głosu przechodniego (STV). Równocześnie z wyborami do PE odbyły się wybory samorządowe oraz wybory uzupełniające do Dáil Éireann w dwóch okręgach.
| Partia                | Lider         | Głosy     | %      | Mandaty | Zmiana | Frakcja   |
| Fine Gael             | Enda Kenny    | 532 889   | 29,13  | 4       | -1     | EPL-ED    |
| Fianna Fáil           | Brian Cowen   | 440 562   | 24,09  | 3       | -1     | ALDE      |
| Partia Pracy          | Eamon Gilmore | 254 669   | 13,92  | 3       | +2     | PES       |
| Sinn Féin             | Gerry Adams   | 205 613   | 11,24  | 0       | -1     | GUE/NGL   |
| Libertas              | Declan Ganley | 99 709    | 5,45   | 0       | ±0     | Libertas  |
| Partia Socjalistyczna | Joe Higgins   | 50 510    | 2,76   | 1       | +1     | GUE/NGL   |
| Partia Zielonych      | John Gormley  | 34 585    | 1,89   | 0       | ±0     | Verts/ALE |
| niezależni            | Marian Harkin | 210 776   | 11,52  | 1       | -1     | ALDE      |
| Razem                 | -             | 1 829 313 | 100,00 | 12      | -1     | -         |